# Анн-Катрін Лінзенгофф
Анн-Катрін Лінзенгофф (нім. Ann-Kathrin Linsenhoff, 1 серпня 1960) — німецька вершниця.
Олімпійська чемпіонка 1988 року в командній виїздці.
Чемпіонка Європи з виїздки 1987 (командна виїздка), 1989 (командна виїздка), 2005 (командна виїздка) років, срібна призерка 1987 року в індивідуальній виїздці, бронзова призерка 1989 року в індивідуальній виїздці.
Переможниця Всесвітніх ігор з кінного спорту 1990, 2002 років у командній виїздці.